# Wohnungsfürsorgeanstalt Hashude
Die Wohnungsfürsorgeanstalt Hashude war eine 1936 erbaute lagerähnliche „NS-Erziehungssiedlung“ im Bremer Stadtteil Woltmershausen.
Dorthin wurden mehr als 80 Familien aus Bremen mit insgesamt rund 500 Personen zwangseingewiesen, die von den Nationalsozialisten als „asozial“ und „minderwertig“ bewertet wurden und „umerzogen“ werden sollten. Dort standen sie  unter ständiger Bewachung und waren Gewalttätigkeiten und anderen Übergriffen der Aufseher ausgesetzt.
Die Anstalt wurde 1940 geschlossen und in eine normale Siedlung umgewandelt. Im Jahre 1949 erhielt sie den Namen Warturmer Platz. Heute ist es eine gepflegte Wohnanlage und wirkt wie ein dörfliches Idyll.

## Geschichte
Die Wohnungsfürsorgeanstalt Hashude war von Oktober 1936 bis 1940 ein eingezäuntes und bewachtes Gebiet am damaligen Heimweg in Bremen-Woltmershausen mit 84 Kleinst-Reihenhäusern, in dem 84 Familien mit über 400 Kindern, insgesamt etwa 500 Personen, leben mussten. „Mietschuldner, ‚Arbeitsscheue‘, Landstreicher, arme Alkoholiker, politisch Missliebige, ‚Meckerer‘ und sonstige den Behörden lästige Familien“ wurden von der Wohlfahrtsbehörde, die von den Nazis in Bremen geführt wurde, als „asoziale Elemente“ bezeichnet. Als gesetzliche Grundlage der Einweisung wurde die Reichstagsbrand-Verordnung bemüht, durch die ohnehin zahlreiche individuelle Grundrechte außer Kraft waren. Sie sollten umerzogen und „im schlimmsten Fall eugenisch selektiert“ werden. In den Bau der Siedlung wurden 600.000 Reichsmark investiert.

„Keine der Familien, die seit Oktober 1936 in der Wohnungsfürsorgeanstalt interniert wurden, waren zuvor obdachlos gewesen. Die meisten lebten zuvor in Arbeiterstadtteilen wie Woltmershausen oder Gröpelingen in städtischen Wohnungen für Kinderreiche. Fast alle Familien hatten – manche über Jahre – in Fürsorgebezug gestanden. Schon allein deswegen galten sie als ‚asozial‘. Einige Bewohner wurden zwangssterilisiert, ein Mädchen wahrscheinlich Opfer der Euthanasie-Aktion.“

## Hintergrund

### Massenarbeitslosigkeit
Als die Nazis an die Macht kamen, herrschte Massenarbeitslosigkeit und materielle Trostlosigkeit in der Bevölkerung. Oberstes Ziel der Wohlfahrtspolitik war für die Nazis die Beseitigung der Arbeitslosigkeit. Außerdem wollten sie alle Arbeitskraftreserven zum Zwecke der aufrüstungsorientierten und kriegsvorbereitenden Politik mobilisieren. Nach einem seit 1932 bestehenden Lohnstopp war 1936 fast Vollbeschäftigung erreicht.

„Alle Volksgenossen mussten für wenig Geld viel arbeiten – und so gab es bei ihnen wenig Verständnis für jene Menschen, die sich der allgemeinen Arbeitspflicht zu entziehen schienen und von der Fürsorge lebten.“

### Rassenhygienische und erbbiologische Orientierung
Das Ziel der NS-Politik seit 1933 war ein „arisch reiner Volkskörper“, der den Völkern des Ostens überlegen war, weil er von „eugenisch Minderwertigem gesäubert“ war. Das Ziel der NS-Politik sollte durch das Gesetz zur Verhütung erbkranken Nachwuchses von 1933 erreicht werden. Zunächst waren Zwangssterilisationen bei Schizophrenie, körperlichen Missbildungen, Fallsucht (Epilepsie), Taubheit und schwerem Alkoholismus vorgesehen. Die Anwendung wurde aber ausgedehnt auf „Personen, die moralisch schwachsinnig seien, auf Lumpen oder liederliche Frauen“.
Der Bremer Wohlfahrtssenator Hans Haltermann wollte 1935 eine „bettlerfreie und innerhalb von drei Generationen eine von Asozialen freie Stadt“ erreichen. Das Instrument dazu sah er in einer Zwangswohnanstalt für asoziale Familien. Eine solche „Wohnkaserne“ galt als reichsweit einmalige Einrichtung.

## Kontrolle des Geländes
Das Gebiet durfte nur mit Genehmigung des Lagerleiters verlassen oder betreten werden. Er war gleichzeitig Chef des KZs „Teufelsmoor“, in dem die Zwangsarbeiter täglich 11 Stunden Torf stechen mussten. Ein Kontroll-Erker ermöglichte den bis zu 30 Lagermitarbeitern den Blick in alle Freiflächen. Möglich waren außerdem tägliche Wohnungskontrollen. Heute wirkt das Gelände wie ein dörfliches Idyll. Nichts erinnert mehr daran, dass im Keller unterhalb eines Eingangsgebäudes Menschen schwer misshandelt wurden.
Um sechs Uhr morgens mussten die Haustüren aufgeschlossen werden, um 23 Uhr (Sommer) oder um 22 Uhr (Winter) mussten sie abgeschlossen werden. Besuche der Familien untereinander waren verboten. Eine Aufseherin kontrollierte jeden Tag um 11 Uhr, ob in den Häusern Ordnung herrschte. Die Anlage war eingezäunt, das Zugangstor bewacht. Wer zu spät kam, wurde bestraft. Den Bewohnern war es verboten, miteinander zu sprechen, den Rasen zu betreten oder in ihren winzigen Hinterhöfen Tiere zu halten. Die ganze Anlage war von einem zwei Meter hohen Zaun umgeben.
Die Männer mussten täglich eine halbe Stunde vor Arbeitsbeginn im Hof antreten, um dann für alle sichtbar zu ihren Arbeitsplätzen zu marschieren. In Kolonnen wurden auch die Kinder in die Grundschule geführt und dort oft gehänselt und gedemütigt.
Eine 88-jährige Frau erinnerte sich 2013, sie sei als Kind nach Hashude gekommen, zusammen mit sechs Geschwistern und ihren Eltern. Ihr Vater war als Kommunist verschrien und habe als renitent gegolten: Er verweigerte immer wieder den Hitlergruß, den man beim Passieren des Lagertores automatisch zu entbieten hatte. Er durfte außerhalb arbeiten und sei einmal von einem Richtfest nach Hause gekommen, da war etwas getrunken worden – für die Torwache ein ausreichender Anlass, den Mann die Treppe zum Keller-Gewahrsam herunterzustoßen und weiter zu misshandeln. „Ich höre heute noch seine Schreie“, sagt die alte Frau. Neun Wochen habe ihr Vater anschließend im Krankenhaus gelegen.

## Nach der Auflösung 1940
Die Anstalt wurde 1940 geschlossen und in eine normale Siedlung umgewandelt. Die Begründung des Reichsfinanzministeriums: Erbbiologische Erfolge seien offenkundig nicht eingetreten. Die Menschen zogen aber nicht aus. Die Akten über sie wurden an die Gestapo weitergegeben.
Den 1947 beginnenden Entnazifizierungsverfahren hatten sich auch die Verantwortlichen des Lagers Hashude zu unterziehen. Je nach Funktion wurden sie als Hauptschuldige, Belastete bzw. Minderbelastete eingestuft. 1953 wurden alle ausnahmslos zu „Mitläufern“ umgestuft bzw. begnadigt. Die in Hashude zwangskasernierten Opfer wurden nach 1945 totgeschwiegen. Die Bewohner galten als „asozial“.
Im Jahre 1949 erhielt der Heimweg den Namen „Warturmer Platz“, so dass die ehemalige Anstalt zur „Siedlung am Warturmer Platz“ wurde. Die heutigen Bewohner wollen keinen Ort der Erinnerung schaffen, schließlich gehe es hier um eine Geschichte, mit der sich niemand identifiziert sehen wolle. Vor allem nicht die rund 50 Prozent der Bewohner, die Kinder, Enkel und Urenkel der „Asozialen“ sind.
Der Name „Hashude“ blieb für die vordere Zufahrt noch über vier Jahrzehnte als Straßenname erhalten. Dann wurden dort Wohnblocks erbaut. 1983 oder 1984 erfolgte die Umbenennung in „Senator-Paulmann-Straße“, seitdem ist der Begriff „Hashude“ aus dem Stadtbild verschwunden.